# 코스믹 씬
《코스믹 씬》(영어: Cosmic Sin)는 2021년 개봉한 미국의 SF 액션 영화다. 브루스 윌리스, 프랭크 그릴로가 출연했고, 에드워드 드레이크 감독이 연출했다.
대한민국에는 2021년 4월 22일 개봉했다.

## 줄거리
2524년, 인류는 우주 식민지를 건설하고 외계 행성까지 진출한다. 과거, 반란군에 양자 폭탄을 투하하여 '피의 장군'이라는 오명을 얻고 불명예 제대한 제임스 포드는, 외계인의 공격이 시작되자 다시 군에 복귀 요청을 받는다. 지구에서 외계 생명체와의 첫 조우 후, 감염된 사람들이 공격적으로 변하면서 혼란이 발생한다. 정부는 이들을 격리하려 하지만, 감염된 사람들은 통제가 불가능하며 외계인에 의해 조종당하는 듯하다.
사태의 심각성을 깨달은 정부는 포드, 닥터 리아 고스, 그리고 몇몇 군인들로 구성된 특공대를 꾸려 외계인에 맞서기로 결정한다. 이들은 외계인들이 인간 기지를 공격하며 방출한 타키온 펄스가 지구의 위치를 외계인에게 노출시켰다는 것을 알게 된다. 특공대는 양자 점프를 이용해 외계인 함선이 격추된 엘로라 행성으로 이동, 격추된 함선에서 외계인 모성의 위치를 파악하여 양자 폭탄으로 파괴할 계획을 세운다.
엘로라 행성에 도착한 특공대는 외계인과 감염된 인간들로 가득 찬 전쟁터에 떨어진다. 생존자들은 외계인이 인간을 기생적으로 감염시켜 조종하는 하이브 마인드라는 것을 알려준다. 특공대는 외계인의 모성 좌표를 얻어내지만, 외계인이 엘로라 행성 근처에 안정화된 양자 공간 게이트를 건설하여 대규모 침공을 준비하고 있음을 알게 된다. 이 게이트를 파괴하기 위해 특공대는 양자 폭탄을 발사하려 한다.
전투 중, 외계인에게 감염된 고스가 나타나 인류의 동화를 제안하지만 특공대는 거부한다. 고스는 양자 폭탄을 막으려 하지만, 폭탄은 결국 공간 게이트를 파괴한다. 부상을 입은 채 우주에 있던 장군 라이리가 공간 게이트를 파괴하는 데 결정적인 역할을 하고, 결국 폭탄이 터져 외계 함대와 모성은 파괴된다. 전투 후 살아남은 특공대원들은 지구로 돌아와 승리를 자축하지만, 그들의 마음속에는 희생된 동료들과 과거의 트라우마가 남아있다. 포드는 연인이었던 고스를 잃은 슬픔을 되새기며 다시 떠난다.

## 출연진
- 브루스 윌리스 - 제임스 포드
- 프랭크 그릴로 - 에런 라일
- 브랜던 토머스 리 - 브랙스턴 라일
- 코리 라지 - 대시
- 페리 리브스 - 리아 고스
- C. J. 페리 - 솔 캔토스
- 로클린 먼로 - 앨릭스 록
- 코스타스 맨디로어 - 마커스 블렉
- 애들레이드 케인 - 피오나 아딘
- 에바 데도미니치 - 주다 솔
- 사라 메이 소머스 - 베차 / 호이트
- 트레버 그레츠키 - 펠릭스 젠드